# Sailu
Sailu è una città dell'India di 39.854 abitanti, situata nel distretto di Parbhani, nello stato federato del Maharashtra. In base al numero di abitanti la città rientra nella classe III (da 20.000 a 49.999 persone).

## Geografia fisica
La città è situata a 19° 27' 57 N e 76° 26' 34 E.

## Società

### Evoluzione demografica
Al censimento del 2001 la popolazione di Sailu assommava a 39.854 persone, delle quali 20.726 maschi e 19.128 femmine. I bambini di età inferiore o uguale ai sei anni assommavano a 5.522, dei quali 2.935 maschi e 2.587 femmine. Infine, coloro che erano in grado di saper almeno leggere e scrivere erano 26.176, dei quali 15.306 maschi e 10.870 femmine.